# Eduardoxenus rasnitsyni
Eduardoxenus rasnitsyni (лат.) — ископаемый вид жуков рода Eduardoxenus из семейства ложнослоников (Anthribidae). Балтийский янтарь (Калининградская область), эоцен, возраст находки 40 млн лет. Это первая находка подсемейства Choraginae из балтийского янтаря.

## Описание
Мелкие жуки. Длина тела (без головотрубки) 1,3 мм, длина головотрубки 0,15 мм, длина переднеспинки 0,45 мм, длина надкрылий 0,85 мм, длина усиков 0,5 мм. Головотрубка умеренно короткая, почти равная по длине и ширине в основании, примерно в 0,4 раза длиннее переднеспинки, прямая, пунктированная. Надкрылья отчетливо выпуклые, примерно в 1,9 раза длиннее переднеспинки.
Вид был впервые описан в 2022 году российским колеоптерологом Андреем Легаловым (Институт систематики и экологии животных СО РАН, Новосибирск, Россия) и включён в состав трибы Valenfriesiini и подсемейства Choraginae. Видовое название Eduardoxenus rasnitsyni дано в честь крупного российского энтомолога Александр Павловича Расницына (Палеонтологический институт РАН, Москва). Род †Eduardoxenus был описан в 2018 году по виду из ровенского янтаря †Eduardoxenus unicus Legalov, Nazarenko and Perkovsky (2018). Новый вид близок к Eduardoxenus unicus, но отличается округлыми, более выпуклыми глазами, широкой булавой усиков и боковым килем, достигающим середины переднеспинки.